# Ness Technologies
Ness Technologies (NASDAQ: NSTC) (hebrejsky: נס טכנולוגיות) je izraelská společnost a celosvětový poskytovatel služeb a řešení v oblasti informačních technologií (IT). Má více než 7 800 zaměstnanců v celkem 18 zemích severní Ameriky, Evropy a Asie. V České republice má zastoupení prostřednictvím společnosti NESS Czech s.r.o. 31. července 2008 oznámila akvizici s českou firmou Logos a.s., jejíchž 100 % akcií zakoupila za 68 milionů $ (při kurzu ke konci července 2008 se jednalo o zhruba 1,043 mld. Kč). V témže měsíci Ness Technologies uzavřela strategické partnerství s druhým největším polským poskytovatelem IT řešení a služeb, společností Sygnity.